# Samantha Mumba
Samantha Tamania Anne Cecilia Mumba (Dublino, 18 gennaio 1983) è una cantante, attrice e modella irlandese.

## Biografia
Nata da padre zambiano e madre irlandese, comincia a lavorare nel mondo dello spettacolo a quindici anni nel talent show Let Me Entertain You da Louis Walsh (manager dei Boyzone e Westlife). Dopo aver lasciato la scuola per concentrarsi sulla carriera musicale, viene pubblicato l'album d'esordio della Mumba Gotta Tell You, il cui primo singolo omonimo balza alla prima posizione in Irlanda e alla seconda in Inghilterra. L'album invece ottiene il disco di platino e rimane per sei mesi in classifica.
Contemporaneamente Samantha Mumba, viene scelta come testimonial da diverse case di moda come la Louise Kennedy o Dior, oltre che per l'azienda di abbigliamento sportivo Reebok. Nel 2002, Samantha Mumba viene scelta per interpretare il ruolo di Mara in The Time Machine. Inoltre è stata la protagonista di numerose pellicole indipendenti irlandesi.

## Discografia

### Album
- 2000 - Gotta Tell You
- 2006 - The Collection

### Singoli
- 2000 - Gotta Tell You
- 2000 - Body II Body
- 2001 - Always Come Back to Your Love
- 2001 - Baby, Come Over (This Is Our Night)
- 2001 - Don't Need You To (Tell Me I'm Pretty)
- 2001 - Lately
- 2002 - I'm Right Here
- 2008 - Gotta Tell You Remix

## Filmografia

### Cinema
- The Time Machine, regia di Simon Wells (2002)
- Spin the Bottle, regia di Ian FitzGibbon (2003)
- Boy East Girl, regia di Stephen Bradley (2005)
- Johnny Was, regia di Mark Hammond (2006)
- Nailed, regia di Adrian O'Connell (2006)
- Cross, regia di Patrick Durham (2011)
- Home, regia di Frank Lin (2016)

### TV
- Harry Wild - serie TV, 9 episodi (2023-2024)

### Video Musicali
- Samantha Mumba: Gotta Tell You (2000)
- Samantha Mumba: Always Come Back to Your Love (2001)
- Samantha Mumba: Baby, Come Over (This Is Our Night) (2001)
- Stay in the Middle (2009)

## Doppiatrici italiane
Nelle versioni in italiano delle opere in cui ha recitato, Tara Strong è stata doppiata da:
- Stella Musy in The Time Machine
- Francesca Fiorentini in Harry Wild